# エドワード・エルリック
エドワード・エルリック（Edward Elric）は、荒川弘の漫画『鋼の錬金術師』の主人公。通称エド。物語開始の約4年前に、幼い頃に亡くなった母を蘇らせるために、弟アルフォンス・エルリック（アル）と共に錬金術で禁忌とされる人体錬成を行うが失敗し、結果として自分は右腕と左足、さらに弟アルの身体を失ってしまう。そこで兄弟で元の身体に戻るために、伝説の術増幅器「賢者の石」を求めて舞台となるアメストリス国を兄弟で旅をしている。やがて物語の進展に伴いホムンクルス一味による国家的陰謀に巻き込まれていく。
テレビアニメ版（2003年版、2009年版共通）、劇場版（2005年版、2011年版共通）共に声優は朴璐美。英語版での吹き替えはヴィック・ミニョーニャ。ドラマCD第1弾の声優は皆川純子。実写映画のキャストは山田涼介。

## 人物
長い金髪（後ろ髪）を三つ編みにし、小柄で生意気そうな表情の少年。大陸暦1899年生まれ。本編開始時で15歳。右腕と左足が鋼の義肢（機械鎧、オートメイル）で、黒基調の服装に「フラメルの十字架」のマークが大きく入った赤いコートがトレードマーク。少年の身ながら錬金術に精通しており、12歳にして国より研究支援として多大な援助が受けられる国家錬金術師資格を持ち、その機械鎧の特徴から「鋼」という二つ名を持つ。これがタイトルの「鋼の錬金術師」を意味する。後述の過去から、錬成陣を用いずとも手を合わせるだけで錬金術を行使できることも、錬金術の天才とみなされる要因となっている。
体術にも優れており、戦闘は基本的に錬金術を併用した格闘戦で、大人相手でも多少の手練程度であれば圧倒する。小柄な体格ながら相手の力の流れを見切るなどして、筋肉隆々の大男が相手でも引けを取らない。徒手状態でも十分に強いが、相手が剣などの武器を使う場合には、錬金術を使って右腕の機械鎧の一部を一時的にブレード状に変成し、鍔迫り合いなどを行うこともある。戦闘での錬金術の基本的な使い方は、床や壁に術を行使し、武器や壁を出現させるなどして攻撃や防御を行う。時には相手の武器などを脆い物質に変化させることもある。作者の荒川はエドの戦闘の特徴を壁や天井などフィールド全体を縦横無尽に動くものとし、そもそも「壁や床からグワーと物が出せる魔法があったら面白いな」という思いつきが、物語の着想にあったという。
錬金術の腕前は、失敗したとは言え11歳にして錬金術でも特に高度な人体錬成の構築式を立てるなど天才。その上で真理の扉の中を見た結果として、錬成陣不要の手合わせ錬成ができるようになる。分析能力にも優れており、マルコーが残した料理のレシピ集に見せかけた研究書から、賢者の石の正体を解読したり、クセルクセス遺跡の錬成陣を理解し、後に応用している。質量保存の法則さえ守れば、自重で崩れない限り、大きな物を錬成することもできる。一方でデザインセンスが致命的に悪いという欠点があり、作中でしばしばネタになる。
頭が良いゆえに自信家でもあり、まだ子供ながら自分たちですべてを解決しようとし、人体錬成の失敗という経験を経ても錬金術によって何でも解決できると考えている。錬金術の基本である「等価交換」を自らの行動原理ともしており、受けた恩を返そうとしたり、対等な取引を望む。こうした信条は、物語の進展によってエドの成長と共に変化していき、己の無知を知ることなどは、最終的に自ら錬金術を捨てる決意をもたらす。一方で精神面では年相応の子供っぽい態度を見せることがよくあり、荒川はその性格を一言で言えば「瞬間湯沸かし器」だと評する。特に背が低いことはコンプレックスであり、チビや豆と呼ばれると激怒する。普段の見かけの身長さえも厚底ブーツを履いたものであり、オマケの4コマ漫画ではブーツとピンと上に立った前髪を含めて「全長」165cmと称している。後に背が低い原因は真理の扉の向こう側にあるアルの身体にも栄養を送っているためと判明し、アルの身体を取り戻した後の最終話の後日談では背がかなり伸びている。

## 製作背景

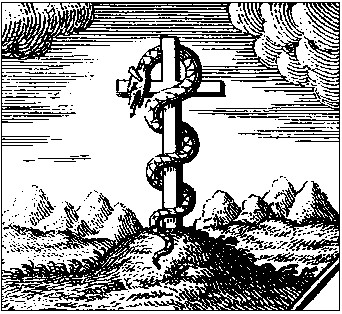
フラメルの十字架。実在の錬金術師であるニコラ・フラメルが用いた。

当時、連載用のマンガのネタを考えていた荒川は、まず錬金術や賢者の石をモチーフとすることを構想していた。ただ、それだけでは主人公のキャラクターが弱いと考えていた折、リハビリセンターでのバイト中に見かけた、自らの義手を腰にぶら下げて歩く人物を見て、義手の主人公というイメージを着想した。最初期の原案では、主人公の18歳の少年と、モモンガに魂を移した父親の二人旅という設定であったが、少年漫画という点を考慮し、最終的に主人公は14歳の義手・義足（機械鎧）の少年で、相棒は大きな鎧に魂を移した弟（アルフォンス）に変わった。キャラクターのビジュアルに関しては賢者の石の色のイメージからマントは真紅、機械鎧の整備で油を差す必要があるので油汚れが目立たないように黒基調の服と、デザインを作っていった。特にエドのデザインはすんなり決まっていったという。エドのトレードマークである「フラメルの十字架」のマークに関しては、担当編集の下村より、少年漫画として主人公と敵側に象徴的なマークをもたせるように提案され、錬金術の資料でよくみるマークを採用したものである（この時、敵側のトレードマークとなったのがウロボロスである）。また、チビという言葉に過剰反応させるのも下村の提案であったが、それ以外の人物像は既に完成しており、「（担当編集として）私の出る幕はほとんどなかった」と語っている。名前は、映画『シザーハンズ』の主人公エドワード・シザーハンズから取られた。
エドを描く時、荒川は基本的に生意気そうな表情になるように気をつけていたという。背筋を伸ばして地に足をつけているイメージとも言い、逆に背中を丸めているときは落ち込んでいる時だという。また、エドの内面をあえて描写しないように心がけたと言い、前髪を長く垂らしているデザインも表情をつける時に顔を隠せるようにしたためであり、何か後ろめたいことがあるといった雰囲気を出したかったという。荒川のイメージとして、エドは「頭はいいけど、単純なガキんちょ」で「自分に自信がある分、人のいうことに耳を傾けない」性格であり、失敗しても錬金術自体には懲りておらず、これが旅を通して己の無知を知り成長していったと述べている。まだ子供ながらに自分のしたことには自分で責任を持つという意識は、実はただ大人ぶっていただけの側面でもあり、両親がいないために家と残された弟を守るために自らが大黒柱になるという気負いがあった。それが物語の後半では（自分でできることは自分で解決しつつも）大人たちを頼るようになるのは成長であり、自分が困っている人たちを助けるのと同様に、自分たちが困っていれば助けてくれる人がいる、そうした人との繋がりが網の目のようにだんだん広がっていくことが大人になるということではないか、と荒川は解説している。また、少年漫画として主人公たちの成長は必要不可欠なものであり、変化がないのは駄目だと思うと語っている（ただし荒川にとってそれは少年漫画として当然のものだから、特に強くは意識して描かなかったとも述べている）。一方では少年漫画の王道としてのいわゆる「友情・努力・勝利」については、最初からレベル100で努力が無いとし、途中は結構負けたり、逃げたりして、なかなか卑怯な主人公とも評している。
荒川は、エドは連載を通して作者の思惑を超えて、独自の行動を取るようにもなったと述べている。もともと荒川は理不尽なことに対し、たとえご都合主義展開であっても、少年誌の主人公として「こういうこともあるさ」「しょうがない」という答えを出させないように気をつけていた。エドは荒川が当初考えていた物語展開をしばしば変えざるを得ない状況に追い込んでいった。作者としては物語展開が運びやすい方に持っていきたいが、これまでのエドの経験や成長を踏まえれば、持っていきたい展開に反した行動や台詞を行うのが自然なシーンに出くわすと、仕方なくエドの選択を認めて作者である荒川の方が物語のハンドルを切り直したという。特に、荒川は第41話の展開がそれであったと述べ、エドの台詞「もう誰一人失わない方法で」「もし目の前で誰かが犠牲になりそうになったらオレが守る」は、作者から見れば、もはやこの先の展開で誰も殺せなくなる、プロットの幅を狭めるもので困ったというが、エドなら絶対にこう言うから、もはやこの主人公にとことん付き合っていこうと覚悟を決めて描いたと回顧している。また、エドは物語の途中で相手を殺さないように明言するようになるが、これももともと荒川は『トライガン』や『るろうに剣心』のような不殺（ころさず）の信念を持つ主人公たちの作品が好きだが、自分ではそのようなシナリオは無理だと考え、連載初期にはハードな旅ゆえにいずれエドは人を殺すことになると想定していたが、結果的にホムンクルスも含めてエドが敵を殺すことは無い展開になったと語っている。
また、エドが最終的に錬金術を喪失するという結末については、荒川は朝日新聞のインタビューに対し、「主人公が得たものは何かから考えていったとき、要らないものがあることに気付いた」「主人公のアイデンティティーと呼べるものでした。存在意義を代価にしたということです」とコメントしている。

## 物語上の動き（原作）
アメストリス国の東部にある小さな町リゼンブールの生まれ。錬金術師であるヴァン・ホーエンハイムとトリシャ・エルリックを両親に持ち、1歳下の弟にアルフォンス（アル）がいる。幼い頃に父ホーエンハイムが家を出奔したため、母トリシャの女手一つで育てられるも、エドが9歳の時に流行り病で亡くなってしまう。母の存命時から父親の書斎に残された書物で錬金術を学んでいたエドは弟と共に、禁忌とされる人体錬成を用いて母親を蘇らせようと考える。独学に限界を感じていたところを、偶然リゼンブールに立ち寄った錬金術師イズミに兄弟で弟子入りすることで錬金術の基本と武術（体術）を学ぶ。2年の修行を終えてリゼンブールに戻ってきたエドは、アルと共に母の人体錬成を行うが失敗し、代償として右腕と左足、そして弟の身体を失う。
その数日後、偶然、将来有望な錬金術師を探していた軍人で国家錬金術師のマスタング中佐がリゼンブールを訪れ、エドと出会う。彼から元の体に戻るために国家錬金術師資格を取ることを勧められる。本来、万民のための技術とされる錬金術を国家や軍への奉職になる国家錬金術師は「軍の狗」と蔑まれるものであったが、エドは元の身体と弟の身体を取り戻すために提案を受け入れ、再起する。失った手足は幼馴染のウィンリィが製作した機械鎧で補い、短期間のリハビリを経て、12歳で国家錬金術師という偉業を達成する。そして、元の身体に戻る有力手段として伝説にある対価無しで術を行使できるという「賢者の石」を求め、アメストリス国中を弟と共に旅する（ここから本編開始）。
2年にわたる「賢者の石」を探す旅において、エルリック兄弟はリオールのレト教の真相を暴いたり、ユースウェル炭鉱のトラブルを解決するなど、各地で活躍するも、肝心の石は見つからない。さらにはウロボロスの入れ墨を持つ謎の集団（ホムンクルス）や国家錬金術師の命を狙う「傷の男（スカー）」の介入も受ける。イーストシティでは、親しくなった少女ニーナが、その父親のショウ・タッカーによって飼い犬と合成される悲劇にも見舞われ、この一件は後々まで尾を引く。偶然出会った元国家錬金術師で元軍医のティム・マルコーの情報を基に「賢者の石」の正体が生きた人間を素材としたものであること、さらにはその非人道的な実験に軍上層部が関わっていることを知る。南部へと向かい師匠イズミとの再会によって「賢者の石」以外を用いる新たな道を模索しようとする中で、ホムンクルスの一味から離反したグリードと出会う。これは結果としてデビルズネスト掃討戦に至り、ホムンクルスの一味の手がかりを失う。しかし、軍の動きに疑念を持ったエドは首都セントラルシティに向かうことを決める。
道中では東の大国シンからやってきたというリン一味と出会い、彼らに付きまとわれつつ、セントラルに着くとホムンクルスらの陰謀に巻き込まれたと思われる恩人ヒューズが殺害されていたことを知り、強い後悔に苛まれる。ヒューズ殺しに絡んだホムンクルスらの罠が張られる中で、エドは東の国境沿いのクセルクセス遺跡に赴くことになり、そこで偶然からウィンリィの両親殺しの犯人が「傷の男」だと知る。またセントラルに戻る道中で故郷に寄った際にホーエンハイムと再会し、反発しつつも彼の助言から母を人体錬成したモノを墓から掘り起こし、最大のトラウマと向き合う。そこで死者は生き返らせることができないという真理を確認し、別方向から自分と弟の身体を取り戻す方法を考え始める。
セントラルに戻るとホムンクルスらを誘き出すため、マスタングやリンらと協力し、「傷の男」を誘い出そうとする。グラトニーに飲み込まれるなどした末に、偶然にもホムンクルスらのアジトに迷い込み、そこでホーエンハイムにそっくりなホムンクルス一味の首領「お父様」と出会う。錬金術封じを用いる「お父様」には手も足も出ず、さらには大総統ブラッドレイの正体もホムンクルスだと判明し、マスタングと共に完全に追い込まれてしまう。ホムンクルスらはウィンリィを密かに人質扱いにした上で、エドたちを大事な人柱だとして目的の日までの安全を保証する。しかし、彼らの狙いが国土全体に賢者の石の錬成陣を書き、アメストリス国民全員を石の材料にしてしまう計画だと分かり、これを阻止しなければならない。エドとアルは、ホムンクルスらの監視下の中で、錬金術封じが効かなかった「傷の男」と行動を共にする少女メイに手がかりを求め、彼女が向かったという北方ブリッグスを目指す。
ブリッグス要塞のオリヴィエ少将とは当初信用されず険悪な関係であったが、偶然に迷い込んでしまったスロウスの件に対処したことで信頼を勝ち得る。軍上層部の陰謀も教えた上でオリヴィエを協力関係を構築し、共に「傷の男」を捕まえようとする。ホムンクルスらの尖兵として派遣されてきたキンブリーの介入を受けながらも、むしろ彼が人質として連れてきたウィンリィを、協力関係を結んだ「傷の男」に託すことで、ホムンクルス一味を出し抜くことに成功する。しかし、その騒動の中でエドは重傷を負い、アルや他の仲間たちからははぐれてしまう。離反したキンブリーの部下ダリウスらの助けを得て潜伏生活を送り、またホムンクルスのグリードにされるも再び出奔したリンからの伝言を受け、ホムンクルスらの計画が成就する日を「約束の日」と呼んで、その日に向けて、今まで出会った仲間たちや協力者たちとの反攻作戦を計画する。
「約束の日」。マスタングや東方軍、オリヴィエのブリッグズ兵、「傷の男」一行やイシュヴァール人、リンらシンの者たち、さらに父ホーエンハイムや師匠イズミらと共にエドは行動を起こし、表向きは大総統府へのクーデターを起こしつつ、ホムンクルスたちの陰謀を破綻させようとする。しかし、ホムンクルスたちも手強く、結局、彼らが人柱と呼んだエド、アル、マスタング、イズミ、ホーエンハイムは捕まってしまい、国土錬成陣が発動してしまう。これによって「お父様」は神と呼ぶ、長大な力を自らの内に取り込み、目標を達したかに見えたが、それを見越していたホーエンハイムと「傷の男」によって逆転の錬成陣が発動し、むしろ「お父様」は中途半端に力を失って追い込まれてしまう。それでもなお、強力な錬金術を行使する「お父様」を相手に、エドたちは一丸となって抵抗し、追い詰めていく。決戦の最中に機械鎧の右腕を完全に破壊されピンチに陥るが、アルが自身の魂を代価に生身の右腕を再錬成、そこから「お父様」を圧倒、勝利に至る。アルを失うも、エドは既に答えに気づいており、自らの「錬金術」を対価に「真理の扉」を開き、そこからアルの全身を取り戻す。
決戦から2年後。錬金術を失ったエドだが、アルと共にニーナのような悲劇を繰り返さないため、様々な学問や知識を手に入れようとしていた。そのために再び旅に出ることを決意し、旅立つ時に不器用ながらウィンリィにプロポーズする。その後、エピローグではウィンリィと結婚して二児の父親になったことなどが描写されている。

## 2003年のアニメ版
2003年のアニメ版は原作第6巻までの内容を基にしているためもあり、物語後半より大きく原作と変わっていくが、エドの基本的な人物設定については原作とほぼ同じである。ただし、作中エピソードの時系列が少し異なり、母親を亡くしたのは10歳であり、家を焼いたのは国家錬金術師資格取得前である1910年10月3日である。
先述の通り、2003年のアニメ版の前半はおおむね原作の流れに沿う。しかし、戦いの中で殺人を犯してしまう、ニーナとアレキサンダーで錬成されたキメラの惨殺死体を目の当たりにする、ウィンリィと共にバリー・ザ・チョッパーに襲われるなど、原作以上にいくつものトラウマを抱え、情緒不安定な精神状態になっていく。八つ当たりでアルに動物の飼料や食器などを投げつけたり蹴りを入れたりする、身長のことをからかった一般人を殴りつける、辛い経験をするたびによく号泣するなど、制作当時の原作にはなかった描写が多い。軍への不信感は原作よりも早い段階から持っており、連続殺人鬼であるスカーを捕まえる機会がありながらもあえて逃がし、軍自体へ反抗的な態度を取ることもある。最終的には弟を元の体に戻すことを最優先にするものの、自分たち以外の人間を信用する、自分たちの都合で傷つけてはならないと考えるなど、心の成長については原作と同様の描写が見られる。
物語終盤では、苦心の末に賢者の石を手に入れるが、それはアルの鎧、つまりアルそのものであった。その後、賢者の石を狙うホムンクルスから逃げ延びるが、アルはエンヴィーによってダンテの地下都市へ拉致されてしまう。エドはアルを救出しようと地下都市にてエンヴィーと交戦するが、ホーエンハイムとそっくりだったエンヴィーの本来の姿を見せられたエドは攻撃できず、隙を突かれて心臓を刺されて死亡する。しかし、アルが賢者の石である自身を代価としてエドを生き返らせる。それによってアルは消滅するが、エドは自身と自分たちの旅してきた4年間の記憶を代価としてアルを錬成し、アルは10歳の肉体で人体錬成を行った以後の記憶をすべて失くした状態で蘇るが、エドはその代価として「門」の先に存在する並行世界の1921年のドイツに飛ばされる。そして、ドイツにて生活しながら、元の世界に戻るべくロケット工学を学ぶ。

### 劇場版：シャンバラを征く者
ドイツへ飛ばされてから2年後、アルによく似たアルフォンス・ハイデリヒと出会い、共にロケット工学を研究していた。アルはパトロンを得て念願のロケット製造に着手するが、その背後には2つの世界を結ぶ「門」の存在を知る秘密結社のトゥーレ協会が存在しており、「門」を開こうとしている彼らの陰謀にエドも巻き込まれる。やがて、再び「門」の発現に成功したエドは一時的に元の世界への帰還に成功するが、2つの世界を結ぶことの危険を察してドイツへ戻り、そちらから「門」を閉じて2つの世界を守ることを決める。

### オマケの描写
OVA『鋼の錬金術師 PREMIUM COLLECTION』に収録されたオマケ短編『SHORT COLLECTION 子供篇』では、劇場版後の話が描かれており、2005年に100歳を迎えている。長髪に髭をたくわえた、原作のヴァン・ホーエンハイム（あるいは「お父様」）に似た容姿となっており、日本に移住して曾孫たちに誕生日を祝ってもらっている様子が描かれている。曾孫たちの中にはウィンリィ似の少女がおり、エドのことを「曾おじいちゃん」と呼んでいる。

## 人気・評価
エドは読者からの人気も高く、『月刊少年ガンガン』連載中、キャラクター人気コンテストは4回行われたが、いずれもエドが1位であった。得票数が公開されているのは第2回のみだが、毎回2位のマスタング大佐とは大差が付いていると言及されており、第1回は4倍、第2回は7237票獲得（2位のマスタングは2752票）であった（第3回は不明）。
また、アニメも人気が高く、2003年のアニメ版が放送されていた時期に行われた『アニメージュ』の「アニメグランプリ」では第26回（2003年度）において「好きな男性キャラクター」部門を受賞し、エドの声を担当している朴璐美は「好きな声優」部門を受賞した。また、翌年も同じ部門で上位を獲得した。2009年のアニメ版が放送されていた時期には『月刊ニュータイプ』2009年7月号の男性キャラクターランキングで、エドが上位にランクインした。以降、『月刊ニュータイプ』誌上では2009年8月号では4位、2010年3月号の2000年代の男性アニメキャラクターでも4位に選ばれた。
日本国外でも人気が高く、About.comが2006年に行なったアニメアワードでは「ベスト主人公（男性）部門」で1位となっている。IGNが2009年に発表した「全年代のアニメキャラクターTOP25」では7位にランクインし、ライターのクリス・マッケンジーは「エドワードと弟のアルは最近の記憶の中で、最高のアクション・コメディチームを作っている」と述べている。同IGNによる2014年の史上最高のアニメキャラクターでは8位にランクインし、「エドワードは真に多次元的なキャラクターである。コメディアンであり、ワイルドなテイクやサイトギャグを繰り出すことができる。一方で最も悲劇的な状況に置かれ、深い悲しみを表現することもできる。彼は完全なワル（badass）かもしれないが、同時に地球上で最も素敵な（nicest）男でもある」と評されている。Anime News Networkの2017年のランキングでは「ベスト・ガイ」の第5位に選ばれた。また、英語版の吹き替えでエドの声を担当しているヴィック・ミニョーニャは、エドの声を演じたことで2007年にアメリカン・アニメアワードの「ベスト・アクター」部門を受賞した。
IGNのライターであるヒラリー・ゴールドスタインは、エドワードが典型的な利口な子供と頑固な子供の性格の間で完璧なバランスを保っていると称賛し、そのおかげで「コミカルな瞬間と根底にあるドラマの間を、偽りなく行き来することができる」と説明している。また、Anime News Networkのメリッサ・ハーパーはエドワードの表情がシリーズの中で最もユーモラスな特徴であると評価している。例えば身長の低さを指摘され激昂するシーンなどである。また、エドワードは「非常に現実的なスキル、人間関係、性格を持っている」と指摘し、これがステレオタイプの少年漫画のキャラクターとは一線を画していると評価している。T.H.E.M. Anime ReviewsのSamuel Arbogastはエルリック兄弟の旅先でのやり取りが面白いとコメントしており、ユーモアのあるシーンがシリーズの暗い部分とのバランスが取れていると称賛している。同様に、Mania Entertainmentのジャレッド・パインは、活力に満ちたエルリック兄弟がお気に入りだといい、エドワードが悪役たちと同じように「暗い道」を辿ることにしばしば直面する一方で、そうならないように常に彼を支える弟アルフォンスとの関係性を挙げる。DVD Verdictの審査員ジョエル・ピアースはエドワードの旅について、道徳的に疑問のある組織の中で善行を行おうとするがゆえに道徳的に非常に複雑だと述べている。リディア・ホイナッキは『鋼の錬金術師』が好きな理由の1つとしてエドワードを挙げ、単純な成熟からより深い感受性へとシリーズ全体を通してのキャラクターの成長を指摘している。また、Active Animeのホリー・エリングウッドは原作で父親に会った後に、かつて人体錬成して失敗した母親を調査することを決意し、身体を取り戻すための手掛かりを発見したことで、このキャラクターは顕著に成長したと指摘している。一方、Animefringeのマリア・リンは、最初のアニメシリーズの展開について、物語の最後に再び人体錬成をしようとしたことを批判している。RPGFanのニール・チャンドラは、ゲーム『鋼の錬金術師と壊れた天使』のレビューにおいて主人公たちの戦闘や会話シーンでの躍動的な動きを楽しんだと語っていた。
漫画批評家の夏目房之介は、最終決戦において逆転のキワでエドが第1話の反復である「立てよド三流」「格の違いってやつを見せてやる!!!」と発したことを娯楽アクション好きとして喝采を送ったと述べている。大田俊寛は『鋼の錬金術師』が、『機動戦士ガンダム』や『新世紀エヴァンゲリオン』といった歴代の日本の有名作品と同じ物語構造を持つと指摘しながらも、本作品の特異な点として「主人公が全能性への欲求を断念することによって敵に打ち勝つとされている点」を挙げている。多くの平凡な作品であれば強大な力を得た敵を倒すには、主人公がそれを上回る全能の力を手に入れてこれを打ち倒すものだが、むしろ全能の力を望んだ「お父様」がそれによって自壊し、エドは「ただの人間」であること受け入れ、ただの人間としての日常、ただし何より価値のある日常を手に入れたと評している。